# كلوديا باز
كلوديا باز (بالإسبانية: Claudia Paz)‏ هي ممثلة تشيلية، ولدت في 1920 في تشيلي، وتوفيت في 24 أبريل 2015 بسانتياغو في تشيلي.

## وصلات خارجية
- كلوديا باز على موقع IMDb (الإنجليزية)
- كلوديا باز على موقع كينوبويسك (الروسية)